# Омак (Вашингтон)
Омак (англ. Omak) — місто (англ. city) в США, в окрузі Оканоган штату Вашингтон. Населення — 4860 осіб (2020).

## Географія
Омак розташований за координатами 48°24′45″ пн. ш. 119°32′16″ зх. д. / 48.41250° пн. ш. 119.53778° зх. д. (48.412512, -119.537663).  За даними Бюро перепису населення США в 2010 році місто мало площу 9,06 км², з яких 8,88 км² — суходіл та 0,18 км² — водойми. В 2017 році площа становила 10,21 км², з яких 10,00 км² — суходіл та 0,21 км² — водойми.

### Клімат
| Клімат : Омак                                                 | Клімат : Омак | Клімат : Омак | Клімат : Омак | Клімат : Омак | Клімат : Омак | Клімат : Омак | Клімат : Омак | Клімат : Омак | Клімат : Омак | Клімат : Омак | Клімат : Омак | Клімат : Омак | Клімат : Омак |
| Показник                                                      | Січ.          | Лют.          | Бер.          | Квіт.         | Трав.         | Черв.         | Лип.          | Серп.         | Вер.          | Жовт.         | Лист.         | Груд.         | Рік           |
| Абсолютний максимум, °C                                       | 15,6          | 17,2          | 26,1          | 35,6          | 38,3          | 43,3          | 45,6          | 41,7          | 38,9          | 32,2          | 25,0          | 19,4          | 45,6          |
| Середній максимум, °C                                         | −1            | 3,5           | 11,1          | 17,8          | 23,1          | 27,0          | 31,6          | 30,6          | 25,1          | 16,8          | 6,4           | 0,6           | 16,1          |
| Середня температура, °C                                       | −4,8          | −1,2          | 4,7           | 10,1          | 14,7          | 18,6          | 22,3          | 21,4          | 16,2          | 9,3           | 1,9           | −2,8          | 9,2           |
| Середній мінімум, °C                                          | −8,6          | −5,8          | −1,7          | 2,3           | 6,3           | 10,1          | 13,1          | 12,2          | 7,4           | 1,9           | −2,5          | −6,2          | 2,4           |
| Абсолютний мінімум, °C                                        | −30           | −32,2         | −21,7         | −9,4          | −7,2          | −1,1          | 1,7           | −0,6          | −6,7          | −13,3         | −21,1         | −29,4         | −32,2         |
| Норма опадів, мм                                              | 34            | 27            | 21            | 22            | 25            | 29            | 15            | 12            | 14            | 23            | 37            | 42            | 301           |
| Днів з опадами                                                | 8             | 6             | 5             | 5             | 5             | 6             | 3             | 3             | 4             | 5             | 8             | 9             | 68            |
| ------------------------------------------------------------- | ------------- | ------------- | ------------- | ------------- | ------------- | ------------- | ------------- | ------------- | ------------- | ------------- | ------------- | ------------- | ------------- |
| Джерело: Western Regional Climate Center, The Weather Channel |               |               |               |               |               |               |               |               |               |               |               |               |               |

## Демографія
Згідно з переписом 2010 року, у місті мешкало 4845 осіб у 2037 домогосподарствах у складі 1230 родин. Густота населення становила 535 осіб/км².  Було 2168 помешкань (239/км²).
Расовий склад населення:
| - 71,1 % — білих - 17,4 % — корінних американців - 0,6 % — чорних або афроамериканців - 0,6 % — азіатів - 6,3 % — осіб інших рас |

До двох чи більше рас належало 4,0 %. Частка іспаномовних становила 12,6 % від усіх жителів.
За віковим діапазоном населення розподілялося таким чином: 24,9 % — особи молодші 18 років, 57,4 % — особи у віці 18—64 років, 17,7 % — особи у віці 65 років та старші. Медіана віку мешканця становила 38,6 року. На 100 осіб жіночої статі у місті припадало 90,7 чоловіків;  на 100 жінок у віці від 18 років та старших — 87,8 чоловіків також старших 18 років.
Середній дохід на одне домашнє господарство  становив 47 749 доларів США (медіана — 32 044), а середній дохід на одну сім'ю — 53 344 долари (медіана — 47 018). Медіана доходів становила 39 063 долари для чоловіків та 41 265 доларів для жінок. За межею бідності перебувало 27,4 % осіб, у тому числі 40,8 % дітей у віці до 18 років та 14,1 % осіб у віці 65 років та старших.
Цивільне працевлаштоване населення становило 2014 особи. Основні галузі зайнятості: освіта, охорона здоров'я та соціальна допомога — 21,1 %, публічна адміністрація — 18,8 %, роздрібна торгівля — 11,5 %, мистецтво, розваги та відпочинок — 8,9 %.